# Fetești
Feteşti é uma cidade da Roménia, no judeţ (distrito) de Ialomiţa com 34.076 habitantes.

## Demografia
| Ano       | 1966  | 1977  | 2002  |
| População | 21412 | 27491 | 34076 |